# Duke of York's Theatre
El Duke of York's Theatre, es un teatro del West End ubicado en St Martin's Lane en la Ciudad de Westminster, en Londres. Fue abierto en 1892 y diseñado por el arquitecto Walter Emden.

## Historia
El Duke of York's Theatre fue construido en 1892 por los actores británicos Frank Wyatt y su esposa Violet Melnotte, con el nombre inicial Trafalgar Square Theatre. En 1895, se cambió el nombre a Duke of York's Theatre en honor al futuro rey George V.
Con una capacidad para más de 640 personas, el teatro ha recibido a través de los años, algunos de los más talentosos y famosos actores como Charles Chaplin, Marie Tempest, Ellen Terry, John Gielgud, Michael Gambon, Al Pacino, entre otros. En 1904 se presentó la primera producción teatral de Peter Pan, seguido por la obra Sherlock Holmes, donde hiciera su debut el joven Chaplin contando con 14 años de edad.

## Producciones recientes
- 2011 - Backbeat - Dirigida por David Leveaux.
- 2011 - Journey's End - Dirigida por David Grindley.
- 2010 - Ghost Stories.
- 2009 - A View From the Bridge - Dirigida por Arthur Miller.
- 2009 - Speaking in Tongues - Dirigida por Andrew Bovell.
- 2009 - Arcadia - Dirigida por Tom Stoppard.
- 2008 - The Magic Flute.
- 2008 - Under the Blue Sky - Dirigida por David Eldridge.
- 2008 - No Man's Land - Dirigida por Harold Pinter.
- 2008 - That Face - Dirigida por Polly Stenham.